# Széll Károly
Széll Károly, Szél (Karcag, 1852. április 23. (keresztelés) – Karcag, 1914. október 21.) királyi telekkönyvvezető és hírlapíró.

## Élete
Szél Mihály és Kabai Tóth Julianna (Zsuzsanna) fia. Iskoláit Karcagon, majd Debrecenben, Máramarosszigeten és Marosvásárhelyen végezte. Ezután két évig nevelőként dolgozott, majd a katonai műszaki akadémia növendéke lett, de azt betegeskedése miatt ott kellett hagynia. Ekkor a karcagi törvényszéknél hivatalnok lett és több társával megalapította a Közérdek című hetilapot, melynek egyik szerkesztője lett. Ez pártolás hiányában 1882. január 8-án megszűnt. Széll ezután a Nagy-Kunság szerkesztését vette át; ezt a lapot tíz évig szerkesztette. Közreműködött több iparegylet megalakításában, ezért a karcagi iparegylet 1882-ben aranytollal lepte meg. A karcagi vöröskereszt fiókegylet alapításában is részt vett, ezért a királyné 1886-ban sajátkezű aláírásával ellátott díszoklevéllel tüntette ki. Az ügy érdekében két évig Emlékkönyvet adott ki. Később Tiszaabádon királyi telekkönyvvezető lett és ott egy kisebb körre szorítkozó lapot is szerkesztett. Felesége Parotzi Berta volt.

## Munkái
- Tövises utakon. Költemények. Karczag, 1898.
- Az árva diák története Uo. 1901.

## Külső hivatkozások
- Délibábos Nagykunság